# Quelea cardinals
Quelea cardinals е вид птица от семейство Тъкачови (Ploceidae).

## Разпространение
Видът е разпространен в Бурунди, Демократична република Конго, Етиопия, Кения, Малави, Руанда, Южен Судан, Танзания, Уганда и Замбия.